# 103016 Davidčástek
103016 Davidčástek è un asteroide della fascia principale. Scoperto nel 1999, presenta un'orbita caratterizzata da un semiasse maggiore pari a 2,7097829 au e da un'eccentricità di 0,1534738, inclinata di 11,71709° rispetto all'eclittica.